# Karl Vossler

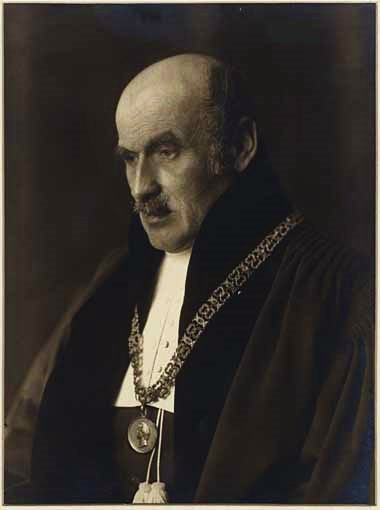
Karl Vossler in 1926

Karl Vossler (Hohenheim (bij Stuttgart), 6 september 1872 - München, 18 mei 1949) was een bekend Duits romanist, die veel gepubliceerd heeft, met name op het gebied van de Franse, Italiaanse en Spaanse taal en literatuur.
Na het gymnasium in Ulm te hebben doorlopen heeft Vossler zowel Germaanse als Romaanse filologie gestudeerd op diverse universiteiten. In 1897 promoveerde hij in Heidelberg tot doctor in de germanistiek, met een proefschrift over de Duitse madrigalen. In 1900 verkreeg hij de Habilitation (universitaire lesbevoegdheid) voor romaanse filologie. In 1902 werd hij benoemd tot hoogleraar romaanse filosofie, literatuur en taalkunde in Heidelberg. In 1909 vertrok hij voor twee jaar naar Würzburg, tot hij in 1911 werd benoemd te München.
Als romanist was hij de belangrijkste vertegenwoordiger van de zogeheten 'idealistische' richting die zich afzette tegen het positivistische werk van Junggrammatiker als Wilhelm Meyer-Lübke. Vossler wilde taal-veranderingen verklaren met behulp van de veranderingen in de maatschappij en cultuur; volgens Vossler verklaarden de positivisten niets door klankveranderingen onder een 'klankwet' te scharen. Er is kritiek gekomen op zijn werkwijze, omdat deze het risico met zich meebrengt van een te groot eclecticisme, in die zin dat men alleen die feiten bekijkt die te pas komen bij het construeren van een correspondentie tussen taal en kultuur. Anderzijds is zijn benadering, gezien de grote weerklank die zijn werk heeft gevonden, ook ervaren als een verbreding van het vakgebied, zo niet een bevrijding uit het nauwe keurslijf van het positivisme. Omdat hij meer aandacht aan het creatieve aspect van taaluitingen schonk had Vossler ook meer oog voor de stilistiek, daar waar zijn voorgangers zich vooral hadden gericht op de fonetiek van de romaanse talen.
Vossler was voor de oorlog een openlijk opposant van het antisemitisme. In 1937 werd hij dan ook gedwongen met vervroegd emeritaat gestuurd. Na de oorlog echter werd hij 'gerehabiliteerd' in die zin dat hij tot rector van de universiteit van München werd benoemd. Een van Vosslers leerlingen was Victor Klemperer.
In 1926 werd Vossler opgenomen als lid van de Orde Pour le Mérite.

## Publicaties in boekvorm
- 1898: Das deutsche Madrigal: Geschichte seiner Entwickelung bis in die Mitte des XVIII. Jahrhunderts..
- 1900: Poetische theorien in der italienischen frührenaissance (Habilitationsschrift)
- 1900: Italienische Literaturgeschichte.
- 1904: Die philosophischen Grundlagen zum "süssen neuen Stil": des Guido Guinicelli, Guido Cavalcanti und Dante Alighieri.
- 1904: Positivismus und idealismus in der sprachwissenschaft. Eine sprach-philosophische Untersuchung.
- 1907-1910: Die göttliche Komödie. Entwicklungsgeschichte und Erklärung, 4 delen: deel I,1,deel I,2, deel II,1, deel II,2. Tweede editie: 1925.
- 1908: Salvatore Di Giacomo: ein neapolitanischer Volksdichter in Wort, Bild und Musik.
- 1913: Der Trobador Marcabru und die Anfänge des gekünstelten Stiles.
- 1913: Frankreichs Kultur im Spiegel seiner Sprachentwicklung
- 1914: Italienische Literatur der Gegenwart von der Romantik zum Futurismus. (Ontstaan uit collegs gegeven te Frankfurt.)
- 1916: Peire Cardinal ein Satiriker aus dem Zeitalter der Albigenserkriege.
- 1918: Der Minnesang des Bernhard von Ventadorn.
- 1919: La Fontaine und sein Fabelwerk.
- 1923: Gesammelte Aufsätze zur Sprachphilosophie.
- 1923: Leopardi, over Giacomo Leopardi.
- 1925: Geist und Kultur in der Sprache.
- 1926: Jean Racine, over Jean Racine.
- 1929: Frankreichs Kultur und Sprache: Geschichte der französischen Schriftsprache von den Anfängen bis zur Gegenwart (2e druk van Frankreichs Kultur im Spiegel seiner Sprachentwicklung)
- 1932: Lope de Vega und sein Zeitalter, over Lope de Vega.
- 1935-1938: Poesie der Einsamkeit in Spanien. Drie delen (verschenen in 1935, 1936 en 1938)
- 1936: Romanische Dichter. (Duitse vertalingen van Vossler van 12e-17e-eeuwse Catalaanse, Provençaalse, Italiaanse, Portugese en vooral Spaanse poëzie)
- 1939: Einführung in die spanische Dichtung des Goldenen Zeitalters.
- 1942: Die Göttliche Komödie. Deutsch von Karl Vossler. Atlantis Verlag Berlin.
- 1948: Aus der romanischen Welt (Eerder los verschenen in drie delen, 1940-1942).
- 1951: Die Dichtungsformen der Romanen (Postuum door Andreas Bauer gepubliceerde colleges)
- 1954: Einführung ins Vulgärlatein (Postuum door Helmut Schmeck gepubliceerde colleges).